# Casa dos Contos (Ouro Preto)
A Casa dos Contos é um museu brasileiro localizado em Ouro Preto, Minas Gerais. Esse monumento é uma construção feita em estilo barroco mineiro. O maior objetivo desta casa é preservar a história do Ciclo do Ouro e também promover a cultura nacional.
No Guia de Ouro Preto, Manoel Bandeira nos informa que o projeto da casa é atribuído a Antonio Ferreira de Souza Calheiros. Dele colhemos as passagens seguintes:
A chamada Casa dos Contos, Casa dos Contratos ou ainda Casa da Ponte é o melhor e mais belo exemplar do tipo residencial em Ouro Preto. Tamanha abundância de cantaria não se encontra senão no antigo Palácio dos Governadores ou nos templos das ordens mais ricas. […] O visitante da Casa dos Contos deve pôr reparos nos ornatos do pórtico: o engenheiro Epaminondas de Macedo observa a semelhança do desenho com o do portal do Aljube em Mariana.

## Construção e História
A Casa dos Contos, um dos mais prestigiados monumentos do barroco mineiro, está localizada na Rua São José em Ouro Preto, ao lado do Córrego de Ouro Preto, antigo Tripuí, que pode ser atravessado pela Ponte dos Contos, antiga Ponte São José, datada de 1744.
A casa foi construída entre 1782 e 1784 pelo negociante e contratador de impostos português João Rodrigues de Macedo, natural de São Martinho do Campo em Póvoa de Lanhoso. Seu projeto é atribuído ao Mestre Antônio de Souza Calheiros ou ao Mestre José Pereira Arouca. Ela foi considerada na época a casa mais cara da Capitania de Minas Gerais sendo avaliada no ano de 1803 em 40 contos de réis.
Na parte térrea do imóvel, Macedo administrava a Arrecadação das Entradas e Dízimos. Deste modo a casa já desde seus primórdios teve ligação com o sistema financeiro, sendo conhecida na época como "Casa dos Contratos". No pavimento térreo também residia o seu Caixa, Vicente Vieira da Mota. Macedo residia no andar superior, local onde promovia reuniões sociais da Vila Rica, como bailes, saraus, recitais e jogos de cartas e gamão.
Vale ressaltar para o detalhe dos tetos pintados por Manoel da Costa Ataíde, militar, celebrado pintor e decorador brasileiro e um importante artista do Barroco-Rococó mineiro.
Macedo havia construído vários edifícios nos fundos da Casa dos Contos, mais tarde demolidos para dar lugar ao Grande Hotel de Ouro Preto, onde tinha seus armazéns e provavelmente também suas senzalas.

## Inconfidência Mineira

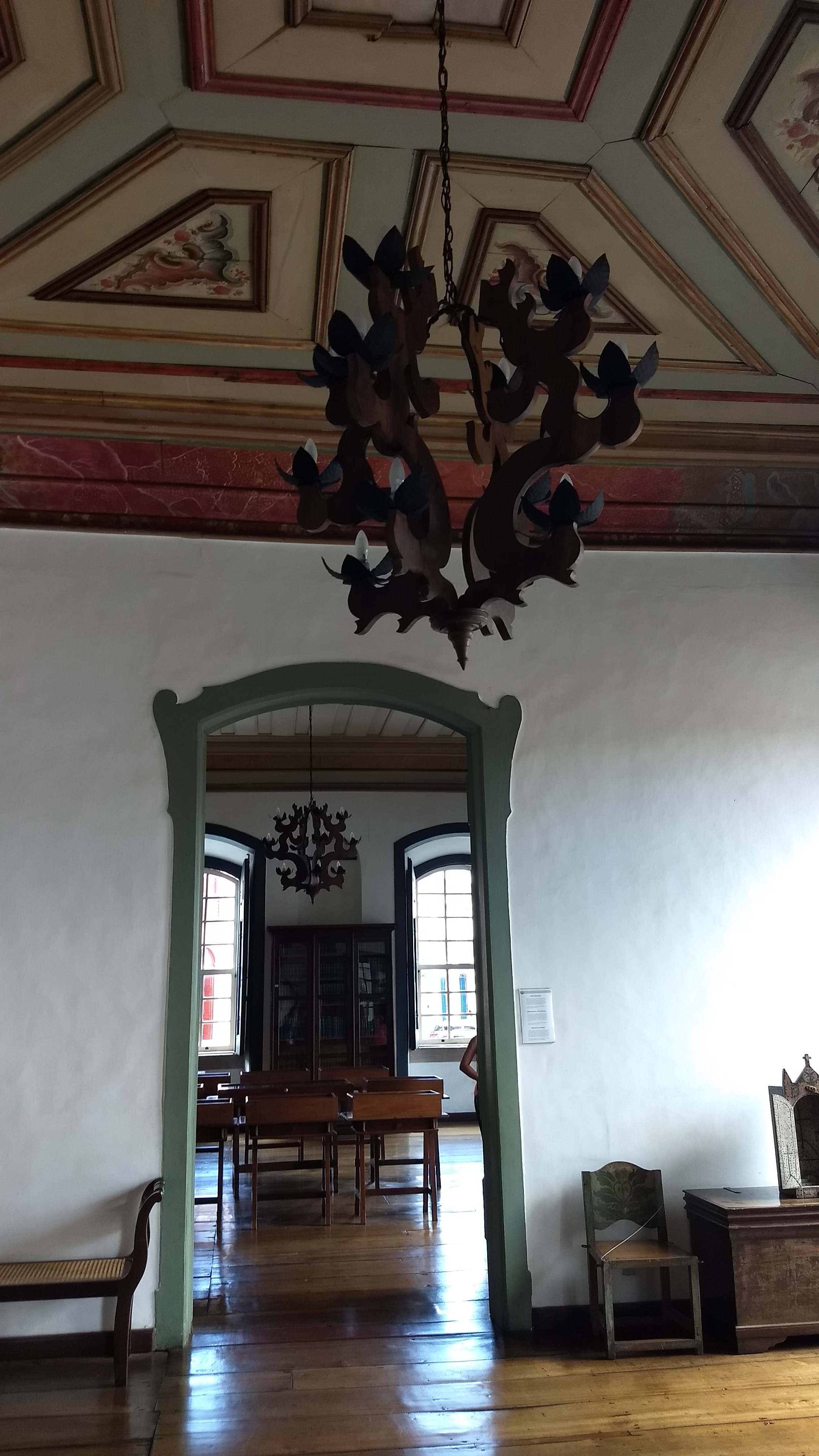
Interior da Casa dos Contos

Como João Rodrigues de Macedo era cliente, amigo e compadre de diversos participantes da conjuração da Inconfidência Mineira, a casa serviu várias vezes de local de encontro dos conjurados. Depois de descoberta a conjuração, a casa serviu como esconderijo para os membros da Inconfidência Mineira.
Como Macedo acabou acumulando grande dívida perante a coroa portuguesa, parte da Casa dos Contos passou a ser alugada por Macedo ao governo para pagar parte de suas dívidas. Foi assim que durante a repressão à Inconfidência Mineira, a Casa dos Contos serviu para acomodar as tropas do vice-rei, e de prisão para os inconfidentes com elevados títulos sociais. O poeta Claudio Manuel da Costa se enforcou em sua cela debaixo da escadaria durante seu aprisionamento na Casa dos Contos em 4 de julho de 1789.
Em 1797, Macedo, ainda em grande dívida com a Real Fazenda, transferiu sua casa para esta, que a transformou em sede da administração e contabilidade pública da Capitania de Minas Gerais recebendo assim seu nome atual "Casa dos Contos". O Erário Régio acabou confiscando a casa de Macedo definitivamente em 1802.

## Utilização como Imóvel Público
Entre 1820 a 1844, a casa foi ampliada, incorporando à Casa dos Contos a Casa de Fundição do Ouro e a Casa da Moeda, para poder exercer a função de Secretaria da Fazenda no mesmo local ocupado pelo Tesouro Nacional.
No ano de 1897, com a transferência da capital do Estado para Belo Horizonte, o imóvel passou a ser ocupado simultaneamente pelos Correios e pela Caixa Econômica, nas áreas antes destinadas às repartições fazendárias. Com isso o monumento recebeu várias modificações. Em 1970, a Prefeitura Municipal ocupou o prédio. Por fim, no ano de 1973, o Ministério da Fazenda assumiu novamente o imóvel e o transformou em um Centro de Estudos do Ciclo do Ouro, com a finalidade de mostrar a história econômico-fiscal do Ciclo do Ouro.
	Após o Ministério da Fazenda assumir o local e transformá-lo em museu, diversos acervos históricos foram filmados, fotografados e escritos, com o objetivo de disponibiliza-los para pesquisas e elaborações de trabalhos sobre o Ciclo do Ouro, a história de Minas Gerais e do Brasil.

## Restauração e Conservação
O prédio já passou por uma restauração completa. No processo, foram encontradas algumas pinturas debaixo de forros e em paredes e algumas estruturas e detalhes arquitetônicos anteriormente perdidos. Dentre as modificações feitas no prédio durante a restauração estão modificações no telhado que buscaram reforçá-lo e, ao mesmo tempo, manter a aparência do projeto original de Macedo. Foram instalados pára-raios, tensores, extintores de incêndio, passarelas e iluminação sobre o telhado.
A casa dos contos é tombada pelo IPHAN, Registrada no livro Belas Artes, Inscrição: 348    Data: 09 de janeiro de 1950.
Registrada no livro Histórico, Inscrição: 263   Data: 09 de janeiro de 1950.

## O Museu
Em uma das salas no segundo piso funciona o Ceco – Centro de Estudos do Ciclo do Ouro, que reúne mais de dois milhões de documentos originais da época do Ciclo do Ouro. Uma outra sala é a Casa de Fundição, que mostra como era feito esse processo de fundir, bem como a cunhagem do ouro naquela época. Nesse espaço vemos também a história das moedas no Brasil Colônia e Império e também a evolução do processo de fabricação e cunhagem.
Existe no museu uma sala em homenagem a Claudio Manoel da Costa. Hoje a sala serve como base para a exposição de arte local.
No porão da casa, na suposta senzala, estão expostos peças ligadas à escravidão.
O Ministério da Fazenda é responsável pela administração do prédio. A visitação é gratuita e, embora não seja guiada, há funcionários em todas as salas para nos dar explicações.